# (165) Лорелей
(165) Лорелей (нем. Loreley) — крупный астероид главного пояса, с очень низким альбедо поверхности. Он был открыт 19 августа 1876 года германо-американским астрономом К. Г. Ф. Петерсом в Клинтоне, США и назван в честь сирены Лорелеи, которая, согласно немецкому фольклору, соблазняла лодочников реки Рейн своим пением.

Орбита астероида Лорелей и его положение в Солнечной системе
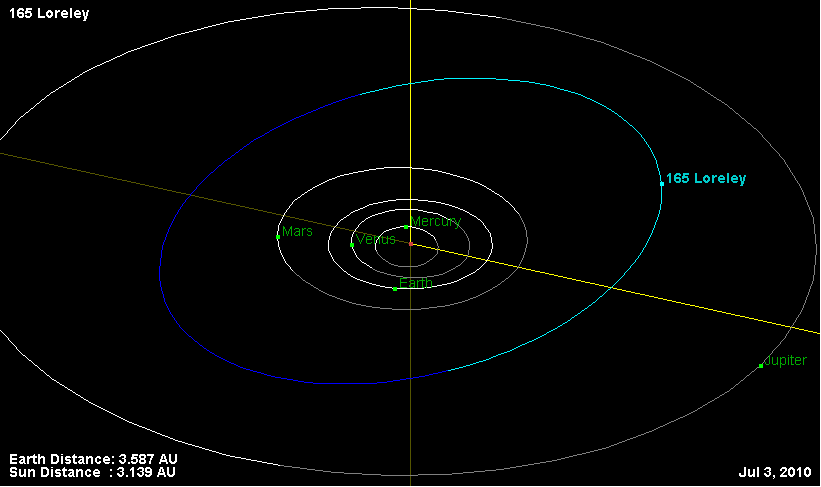
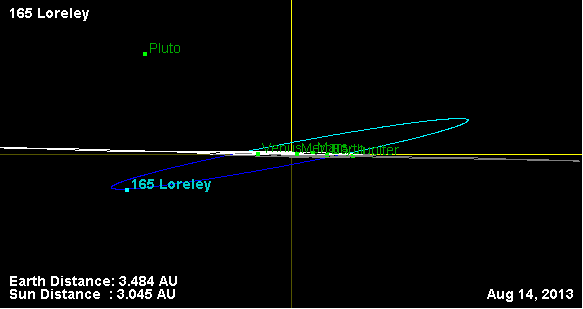

Покрытие звёзд этим астероидом было зафиксировано только один раз, 20 июля 2003 года.